# كريس نونان
كريس نونان (ولد 14 تشرين الأول/نوفمبر 1952) هو منتج أفلام وممثل أسترالي من مدينة سيدني، اشتهر بفلمه العائلي babe (1995) والذي رشح بسببه لجائزة أوسكار أفضل مخرج، وأوسكار أفضل سيناريو.

## فيلموغرافيا
- Bulls (1973) – مخى رج/كاتب
- 27A (1974) – مصمم رئيسي
- The Cars That Ate Paris (1974) – مساعد مخرج
- Cass (TV) (1978) – مخرج
- Stepping Out (TV) (1980) – مخرج/كاتب
- The Cowra Breakout (1984) – Director
- The Riddle of the Stinson (TV) (1987) – مخرج
- Vietnam (TV) (1987) –مخرج/سيناريو
- Police State (TV) (1989) – مخرج/كاتب
- Babe (1995) – مخرج/سيناريو
- Idiot Box (1996) ممثل
- Feeling Sexy (1999) – منتج
- A Wreck, a Tangle (2000) – مشاركة
- Preservation (2003) –مخرج مساعد
- Somersault (2003) – مساعد في كتابة السيناريو
- Miss Potter (2006) – مخرج
- Ticket Out (2010) – منتج
- The Third Witch (TBA) – مخرج
- Zebras (TBA) – مخرج

## وصلات خارجية
- كريس نونان على موقع IMDb (الإنجليزية)
- كريس نونان على موقع ألو سيني (الفرنسية)
- كريس نونان على موقع أول موفي (الإنجليزية)
- كريس نونان على موقع قاعدة بيانات الأفلام السويدية (السويدية)
- كريس نونان على موقع قاعدة بيانات الفيلم (الإنجليزية)
- كريس نونان على موقع كينوبويسك (الروسية)

1. ↑  Internet Movie Database (بالإنجليزية), QID:Q37312
2. ↑  www.acmi.net.au (بالإنجليزية), QID:Q120061370
3. ↑  "Chris Noonan". Song Summit Sydney. أبريل 2008. مؤرشف من الأصل في 2009-10-13. اطلع عليه بتاريخ 2010-03-10.